# Callebaea
Callebaea — рід грибів родини Capnodiaceae. Назва вперше опублікована 1962 року.

## Класифікація
До роду Callebaea відносять 1 вид:
- Callebaea rutideae